# II. (III.) István pápa
II. (III.) István (latinul: Stephanus), (714, Róma – 757. április 26., Róma) léphetett 93.-ként Szent Péter örökébe 752. március 26-án. A hivatalos egyházi dokumentumok II. Istvánként említik, ugyanis II. Istvánt nem szentelték fel. Pontifikátusa alatt a történelem folyamán először kapcsolódott össze a pápa egyházi és világi uralkodói szerepe. Itália békéjét a longobárdok borították fel, akik az egész félszigetet birtokba akarták venni. A közelgő veszélyt csak nehezen sikerült elhárítani, de Rómának új szövetségese akadt.

## Élete
Rómában született, a nemes és jó hírű Orsini-család sarjaként. Már nagyon fiatalon megárvult, fivérével, a későbbi I. Pállal együtt. Az egyház ekkor karolta fel a gyermekeket. Megválasztása előtt diakónus volt. Zakariás pápa békéje törékeny szerződésnek bizonyult, amikor az új lombard király, Aistulf lépett a trónra. A lombard csapatok 751-ben elfoglalták Ravennát, és végleg pontot tettek az exarchátus létére. Aistulf seregei Róma felé vették az irányt, így aztán a váratlanul meghalt II. István után gyorsan kellett a konklávét összehívni. 752. március 26-án választotta meg a római zsinat, és már aznap fel is szentelték a keresztény egyház új fejét.
Istvánnak pedig azonnal cselekednie kellett, méghozzá határozottan, mert Aistulf egyre közelebb ért Rómához. A pápa levelet küldött V. Konstantin császárnak, de a bizánci uralkodó erőit az arabok és a bolgárok kötötték le. István megpróbált tárgyalni Aistulffal, hogy tartsa be a békemegállapodást. De a királyt ezúttal még vesztegetéssel sem lehetett eltéríteni tervétől. Végül az egyházfő Kis Pipinnek, a frankok királyának írt könyörgő levelet, azonban az idő már annyira szorította, hogy a levelet személyesen adta át Pipinnek. A pápa Pipint törvényes uralkodóvá koronázta, és az elismerésért cserébe a Karoling király segítséget ígért a lombardokkal szemben. 754-ben a frank seregek áthágtak az Alpokon, és Pipin követei által nyomást gyakorolt Aistulfra, hogy adja fel hódítási terveit, és állítsa vissza Ravenna és a többi város helyzetét. A lombard király engedelmeskedett a nagy hatalmú franknak, de az exarchátus helyett a pápa irányítása alá helyezte Ravennát és a többi várost. Ezzel megalakult a pápai állam. Amikor a helyzet rendeződött, a frank seregek elhagyták a félszigetet. Aistulfnak nem is kellett több, azonnal fegyverbe szólította népét, és 756 januárjában már Róma falai alatt volt seregével. Megszállta az örök város vidékét, és elszánt ostromba kezdett. István ismét segélykérő üzenetet küldött Frankföldre, és Pipin 756-ban seregei élén újra Itália földjére lépett. Aistulfnak most is vissza kellett vonulnia. Ekkor a Római Hercegség területéhez hozzácsatolták a Ravennai Exarchátust és az úgynevezett Pentapolist, azaz öt várost (Ancona, Fano, Pesaro, Rimini és Senigallia). Gyakorlatilag ettől az időtől kezdve uralkodott a pápa, mint világi fejedelem Itália középső tartományain.
A frank seregek távozása után, 756-ban Aistulf meghalt. A lombard trónért két jelölt is harcba szállt. Az egyik Desiderius, Isztria és Toszkána hercege volt, a másik Aistulf fivére, Ratchis, aki 749-ben már lemondott trónjáról és a Monte Cassinói kolostorba vonult vissza. István beleavatkozott a lombard trónutódlásba, és Desiderius mellé állt. De cserébe István békét, területi gyarapodást és pénzt kért. Amikor Desiderius beleegyezett a pápa ajánlatába, az egyházfő követei felkeresték Ratchist, és rábírták, hogy ne bontsa fel szerzetesi esküjét. Ratchis végül a pápa személyes közbenjárására engedett, és visszavonult a tróntól. 757 márciusában tehát új uralkodó állt a longobárdok élére. Desiderius ugyan nem teljesítette maradéktalanul ígéreteit, ugyanis egyes területeket, amelyek a Pentapolishoz tartoztak, nem engedett át Istvánnak, de a pápát már a béke is kielégítette.
István a háborúk után nekilátott egyházi kötelességének, és segítette az elesetteket, szegényeket. Ispotályt építtetett számukra, de Róma több ősi templomát is felújíttatta. Kiépítette az új állam szervezetét, és megtörte a ravennai érsek lázadását is.
757. április 26-án halt meg. Földi maradványait a Szent Péter-bazilika őrzi.

## Művei
- Documenta Catholica Omnia (latin nyelven). (Hozzáférés: 2011. december 6.)